# Turís
Turís (valencianisch: Torís) ist eine Gemeinde (municipio) mit 7.544 Einwohnern (Stand: 2024) in der spanischen Provinz Valencia. Sie befindet sich in der Comarca Ribera Alta. Die Gemeinde besteht neben dem Hauptort aus den Ortschaften Alturi, Cortichelles, Masía de Pavia, Monte Tesoro, Les Blasques, Montur, Vinyamalata, Cañapar, Penya la Nota, Font del Negre, Racons de bunyol, Cañada Navarro, Cañada Alonso, Font del Pavo, Mollo Blanc, Pla de Calabarra, Cañada del Pi, Cañada de navarro.

## Geografie
Turís liegt etwa 25 Kilometer westsüdwestlich von Valencia in einer Höhe von ca. 270 m.

## Bevölkerungsentwicklung
| Jahr      | 1900 | 1920 | 1950 | 1970 | 1981 | 1991 | 2001 | 2011 | 2021 |
| Einwohner | 4344 | 4905 | 6544 | 3575 | 3762 | 4174 | 4804 | 6529 | 6910 |

## Sehenswürdigkeiten
- Reste des iberoromanischen Oppidums La Carencia
- Burgruine von Turís (El Castellet), ehemalige maurische Befestigung aus dem 11. Jahrhundert
- Kirche Mariä Geburt (Iglesia de la Natividad de María), 1777 errichtet
- Kapelle der Maria Dolorosa
- Rathaus

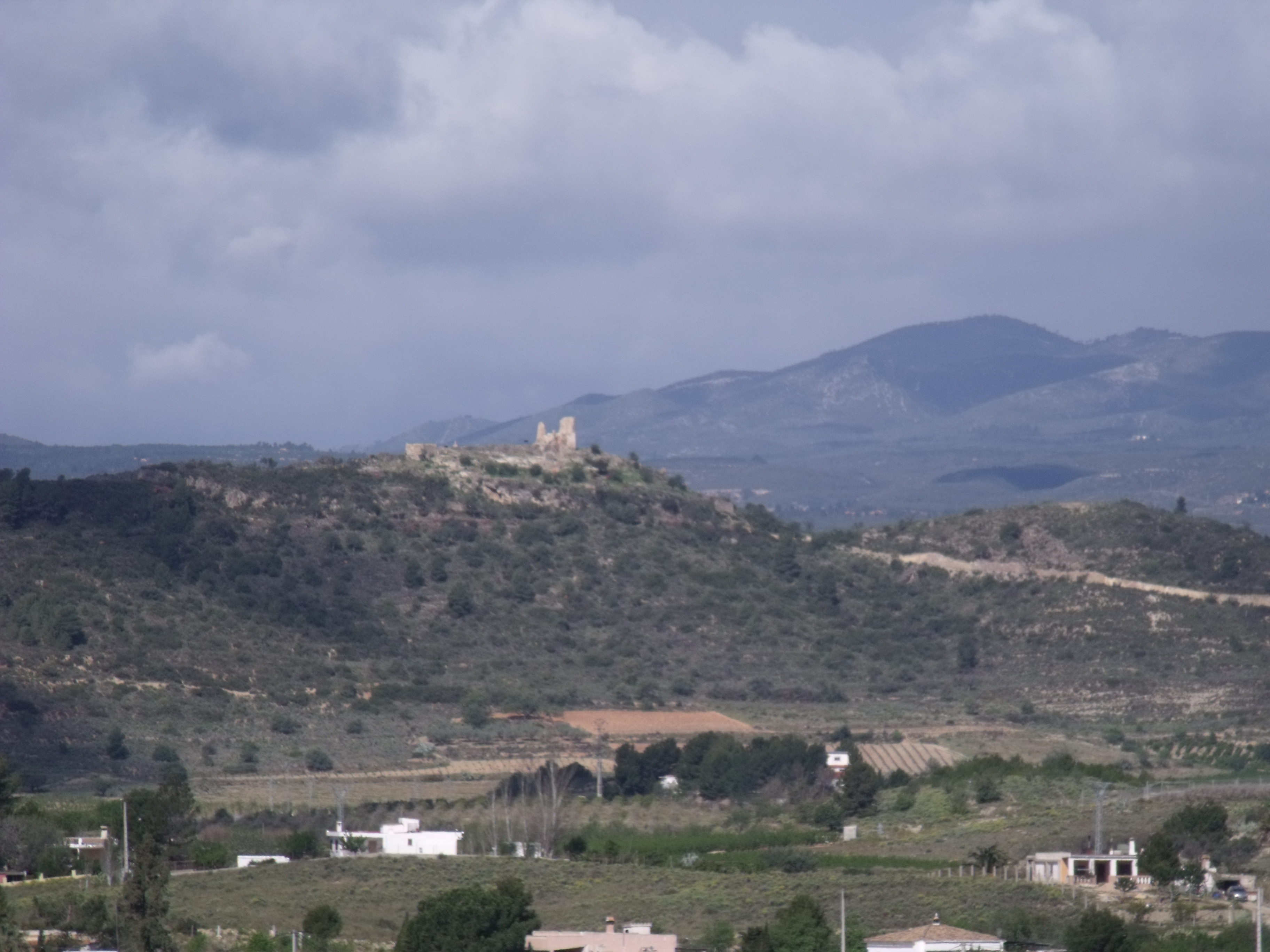
Burgruine von Turís
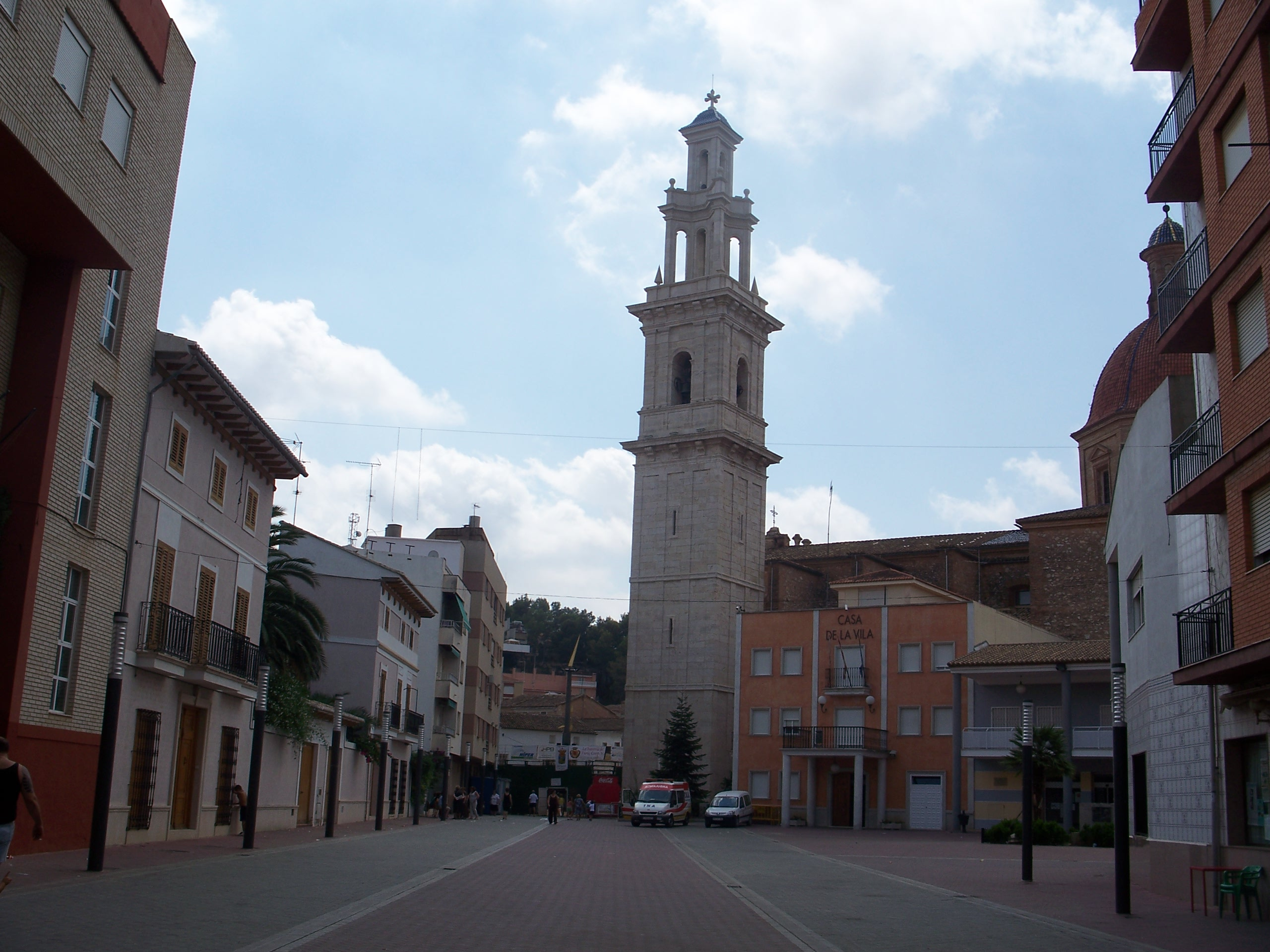
Kirche Mariä Geburt
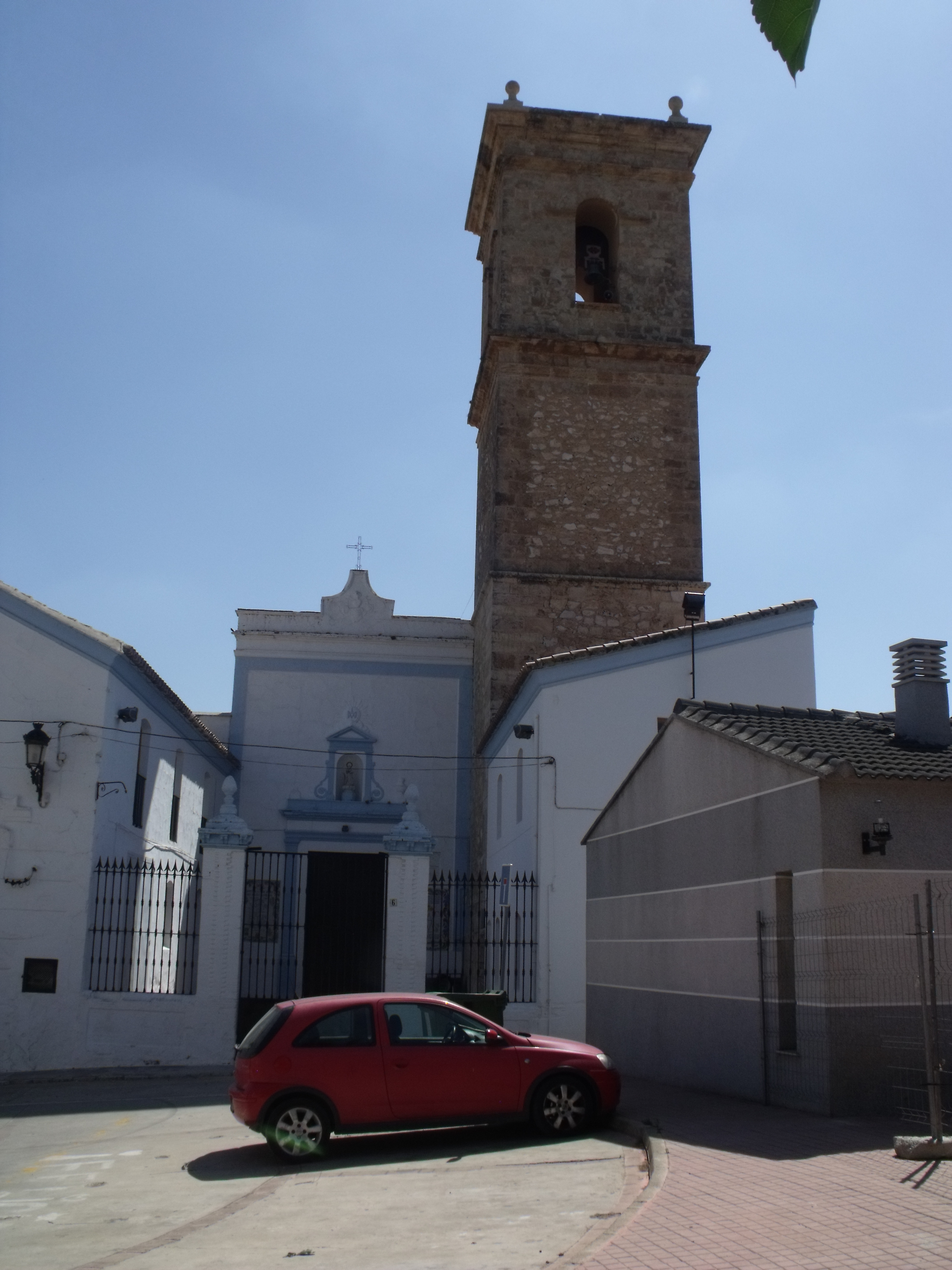
Kapelle Maria Dolorosa
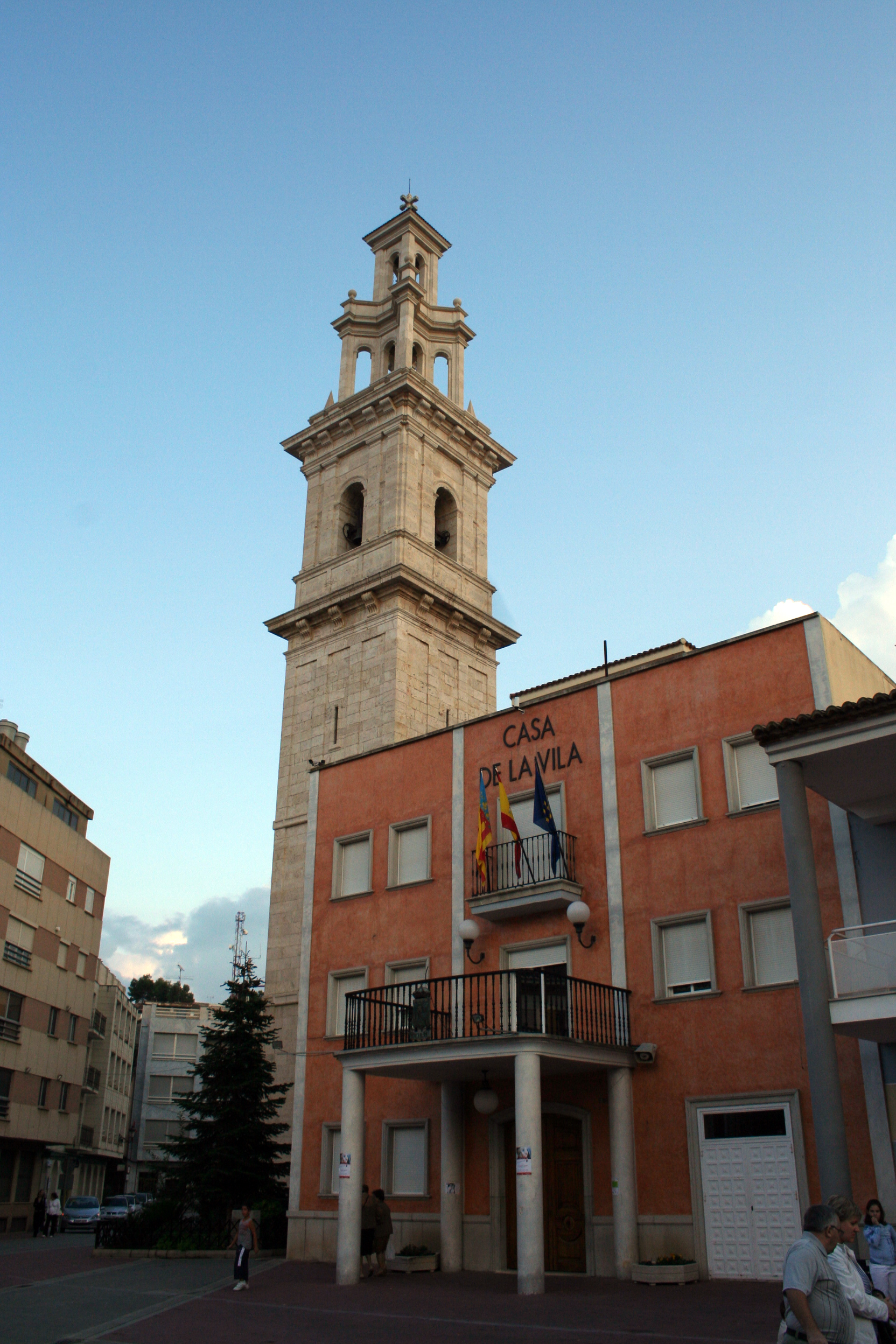
Rathaus